# Ctenochira subarctica
Ctenochira subarctica är en stekelart som beskrevs av Dmitriy R. Kasparyan 1999. Ctenochira subarctica ingår i släktet Ctenochira och familjen brokparasitsteklar. Inga underarter finns listade i Catalogue of Life.